# 比伦楚姆霍夫
比伦楚姆霍夫（德語：Büren zum Hof）是瑞士伯恩州的一个旧市镇，总面积为3.5平方千米，截至2011年12月总人口为467人。2014年1月1日，比伦楚姆霍夫与邻近的6个市镇并入市镇弗勞布倫嫩。